# Bokel (bei Rendsburg)
Bokel ist eine Gemeinde im Kreis Rendsburg-Eckernförde in Schleswig-Holstein. Bokel-Bahnhof, Bokelfeld, Schäferkate und Neujork liegen im Gemeindegebiet.

## Geografie und Verkehr
Bokel liegt etwa 14 km südwestlich von Rendsburg und ist über die L 328 (ehem. Bundesstraße 205), die Bundesautobahn 7 und die Bahnstrecke Neumünster–Flensburg  (über Nortorf, Bokel hat keinen eigenen Bahnhof mehr) zu erreichen. Die Bus-Linie 3230 verbindet Bokel mehrmals täglich mit den umliegenden Gemeinden sowie den Bahnhöfen in Neumünster, Rendsburg und Nortorf. An diesen drei Bahnhöfen besteht Anschluss an einen Regional-Express, der stündlich verkehrt. Dieser verbindet Neumünster in der Mitte von Schleswig-Holstein über Nortorf, Rendsburg, Owschlag, Schleswig, Jübek und Tarp mit Flensburg an der dänischen Grenze und verkehrt genauso in der anderen Richtung (von Flensburg nach Neumünster).

## Geschichte
Der Ort wird Mitte des 13. Jahrhunderts erstmals als Boclo (Buchenhain) erwähnt. In Bokel befand sich seit 1589 eine Zwangswassermühle, in der alle Einwohner des Kirchspiels bis Mitte des 19. Jahrhunderts ihr Getreide mahlen lassen mussten. 1832 wurde zusätzlich eine Windmühle gebaut, da die Bokeler Au nicht immer genug Wasser führte, um die Mühle zuverlässig anzutreiben. Heute ist die Wassermühle ein normales Wohnhaus geworden, in dem ein Aalmuseum untergebracht ist.
Die Gedenkstätte bei Bokel ist ein Denkmal in der Nähe des Ortes, das an drei Soldaten erinnert, die beim Absturz einer Messerschmitt Me 110 während des Zweiten Weltkrieges ums Leben kamen.

## Politik

### Gemeindevertretung
Bei der Kommunalwahl am 14. Mai 2023 wurden insgesamt neun Sitze vergeben. Die Allgemeine Kommunale Wählergemeinschaft Bokel erhielt fünf Sitze und die SPD und die Grünen je zwei Sitze.

### Wappen
Blasonierung: „In Rot eine eingebogene silberne Spitze, die mit einem blauen Wellenbalken, der ein blaues Mühlrad im unteren Viertel überdeckt, belegt und vorn von einem aufrechten silbernen Buchenblatt, hinten von einer silbernen Plackenhaue (ohne Stiel) begleitet ist.“

## Wirtschaft
Seit dem Jahr 2000 befindet sich ein Windpark auf Flächen der Gemeinden Bokel und Ellerdorf. Die Anlage besteht aus zehn NEG-Micon-Windmühlen mit einer Flügelspitzenhöhe von knapp 100 m und hat eine Nennleistung von 14.500 kW.

## Kinderkulturdorf Bokel
Im Kinderkulturdorf soll Kindern und Jugendlichen Kreativität, Solidarität und Toleranz vermittelt werden, indem sie helfen, ihre dörfliche Umwelt mitzugestalten. In den Bereichen Bildhauerei, Malerei, Zirkus, Theater und Musik arbeiten sie in prozessorientierten und ergebnisoffenen Projekten mit Künstlern und Pädagogen zusammen. Ihre Werke werden in der Gemeinde ausgestellt.